# Sosípatro de Icônio
Sosípatro de Icônio (em grego:  Σωσίπατρος) é um dos Setenta Discípulos. Ele foi mencionado em «Saúda-vos Timóteo, meu cooperador, e Lúcio, Jasom e Sosípatro, meus compatriotas.» (Romanos 16:21).
É possível que ele seja o companheiro de Paulo citado em Atos 20:4 com o nome de Sópatro.

## História
Nascido na Acaia, ele foi consagrado bispo em Icônio (antes de Tércio de Icônio) pelo apóstolo Paulo. Com Jasão, ele viajou até a ilha de Corfu, onde ele construiu uma igreja em honra a Santo Estevão e converteu muitos pagãos para o cristianismo. Vendo isso, o rei de Corfu atirou-o numa prisão, onde ele teve a oportunidade de converter sete outros prisioneiros: Saturnino, Jacíscolo, Faustiano, Januário, Marsálio, Eufrásio e Mâmio. Enfurecido, o rei mandou matá-los em uma cova fumegante.
A filha do rei, a virgem Cércira, tendo assistido ao martírio dos sete, também se converteu e distribuiu todas as suas jóias para os pobres. O rei ficou ainda mais furioso e mandou prendê-la até que ela negasse sua nova fé, algo que ela não fez. Ele mandou que a prisão fosse incendiada, mas ela milagrosamente se salvou e ainda mais pessoas se converteram ao ver este novo milagre. Sem outra alternativa, o rei mandou que ela fosse amarrada numa árvore e fosse flechada por seus soldados.
Muitos crentes fugiram de Corfu para uma ilha próxima para fugir da ira do rei e, ao persegui-los, o barco do rei acabou afundando. O seu sucessor abraçou o cristianismo e foi batizado como Sebastião. Daí pra frente, Jasão e Sosípatro puderam pregar livremente e construíram a igreja em Corfu, vivendo ali até uma idade avançada.

## Fonte
Assim como diversos outros santos, Sosípatro teve sua vida contada no livro Prólogo de Ohrid, de São Nikolai Velimirovic.